# Kemolitotrof
Kemolitotrofi (kemo + litotrof, starogrško lithos 'kamen' in trophein 'hraniti se') so kemotrofne bakterije, ki za vir energije porabljajo anorganske snovi (donor elektronov) iz svoje okolice. Načeloma so avtotrofni organizmi in kot vir ogljika porabljajo CO2. Glede na pridobljeno energijo so najbolj razširjene vodikove, žveplove, nitritne in nitratne ter železove bakterije. Ti mikroorganizmi so pogosto ekstremofili, se pa prilagajajo razmeram in zato nekateri izmed njih lahko spreminjajo preživetvene strategije.

Kemolitotrofne bakterije je odkril ruski znanstvenik Sergej N. Vinogradski med raziskovanjem žveplovih bakterij rodu Beggiotoa iz nekega vrelca v Švici. Pod mikroskopom je v bakterijah opazil zrnca žvepla, ki so se sčasoma zmanjševala, dokler niso povsem izginila. Če je dodal H2S, so spet nastala. Opazil je tudi, da se je pH sčasoma povišal. Predpostavil je, da Beggiotoa oksidira sulfid v elementarno žveplo, to pa v sulfat. Vezavo CO2 je dokazal z nitritnimi bakterijami: ker jih je osamil v okolju s samimi anorganskimi snovmi, so lahko organske snovi nastale zgolj iz CO2. Nadaljnje Baalsrudovo in Trudingerjevo proučevanje bakterij Thiobacillus denitrificans in Thiobacillus thioxidans je potrdilo obstoj kemolitotrofije na primeru sinteze kisline fosfoglicerat iz CO2.
Energetsko najbogatejša je oksidacija vodika, zato so vodikove bakterije zelo uspešne (vendar so fakultativno aerobne!). Izločajo vodo, organsko snov porabijo za gradnjo lastnih struktur; primer so hipertermofilne bakterije iz rodu Hydrogenobacter in druge t. i. bakterije Knallgas (ker izločajo pokalni plin). Izmed žveplovih bakterij največ energije dobijo tiste, ki oksidirajo tiosulfat (S2O3-). Kadar oksidirajo v vodi slabo topno žveplo, posamezne atome vežejo na posebno membransko ali periplazemsko beljakovino. Nitritne (Nitrosomonas, Nitrosoccus) in nitratne (Nitrobacter, Nitrococcus) bakterije kot vir elektronov rabijo amonijak oz. nitrit, pri čemer prve ob nitritu izločajo vodik in vodo (vmesna stopnja je hidraksilamin); večinoma so obligatno aerobne. Železove bakterije Thiobacillus ferroxidan oksidirajo topen Fe2+ v netopen Fe3+, Leptothrix in Crenothrix pa FeCO3 → Fe(OH)3. Oboje da le malo energije, zato se pri tem oksidira veliko železa. Večina železovih bakterij je zmožna presnavljati tudi žveplo, sploh ker se Fe2+ nadzorovano lahko oksidira le v kislem okolju, žveplo pa se oksidira v žveplovo (VI) kislino.
| Vrsta                                           | Primer                                        | Vir energije                                         | Sprejemnik elektrona    |
| ----------------------------------------------- | --------------------------------------------- | ---------------------------------------------------- | ----------------------- |
| Železove bakterije                              | Acidithiobacillus ferro-oxidans               | Fe2+ (ferrous železo) → Fe3+ (ferric iron) + e-      | O2 (kisik) → H2O (voda) |
| Nitritne bakterije                              | Nitrosomonas                                  | NH3 (amonijak) → NO− 2 (nitrit) + e-                 | O2 (kisik) → H2O (voda) |
| Nitratne bakterije                              | Nitrobacter                                   | NO− 2 (nitrit) → NO− 3 (nitrat) + e-                 | O2 (kisik) → H2O (voda) |
| Kemotrofne purpurne žveplove bakterije          | Halothiobacillaceae                           | S2− (sulfid) → S 0 (žveplo) + e-                     | O2 (kisik) → H2O (voda) |
| Žveplove bakterije                              | Kemotrofne Rhodobacteraceae in Thiotrichaceae | S0 (žveplo) → SO2− 4 (sulfat) + e-                   | O2 (kisik) → H2O (voda) |
| Vodikove bakterije                              | Cupriavidus metallidurans                     | H2 (vodik) → H2O (voda) + e-                         | O2 (kisik) → H2O (voda) |
| Anammox                                         | Planctomycetes                                | NH3 (amonijak) → N 2 (dušik) + e-                    | NO− 2 (nitrit)          |
| Thiobacillus denitrificans                      | Thiobacillus denitrificans                    | S0 (žveplo) → SO2− 4 (sulfat) + e-                   | NO− 3 (nitrat)          |
| Žveploreducirajoče bakterje: Vodikove bakterije |                                               | H2 (hydrogen) → H2O (water) + e-                     | Sulfat (SO2− 4)         |
| Žveploreducirajoče bakterje: Fosfitne bakterije | Desulfotignum phosphitoxidans                 | PO3− 3 (fosfit) → PO3− 4 (fosfat) + e-               | Sulfat (SO2− 4)         |
| Metanogene bakterije                            | Archaea                                       | H2 (vodik) → H2O (voda) + e-                         | CO2 (ogljikov dioksid)  |
| Karbohidrotrofne bakterije                      | Carboxydothermus hydrogenoformans             | ogljikov monoksid (CO) → ogljikov dioksid (CO2) + e- | H2O (voda) → H2 (vodik) |

Sam proces aerobnega dihanja je zelo podoben dihanju kemoorganotrofnih bakterij in vključuje tudi iste elektronske prenašalce. Nekatere bakterije so fakultativni kemolitotrofi, torej se obnašajo avto- ali heterotrofno, odvisno od razmer v okolju (vodikove, žveplove – slednje so lahko tudi anaerobne). V prvem primeru se CO2 veže v [Calvinov cikel|Calvinovem ciklu], v drugem pa ga vežejo drugi encimi, metanogene arheje in žveplove bakterije pa CO2 sploh ne vežejo s Calvinovim ciklom.
S svojim poseganjem v naravo (rudarjenje, umetna kmetijska gnojila in škropiva, industrijski izpusti) človek pogosto omogoči primerne razmere za rast kemolitotrofov, ti pa zaradi kislih  izločkov lahko močno prizadenejo ekosisteme, npr. Acidithiobacillus ferro-oxidans v rudniških odplakah.